# Selettore marcia

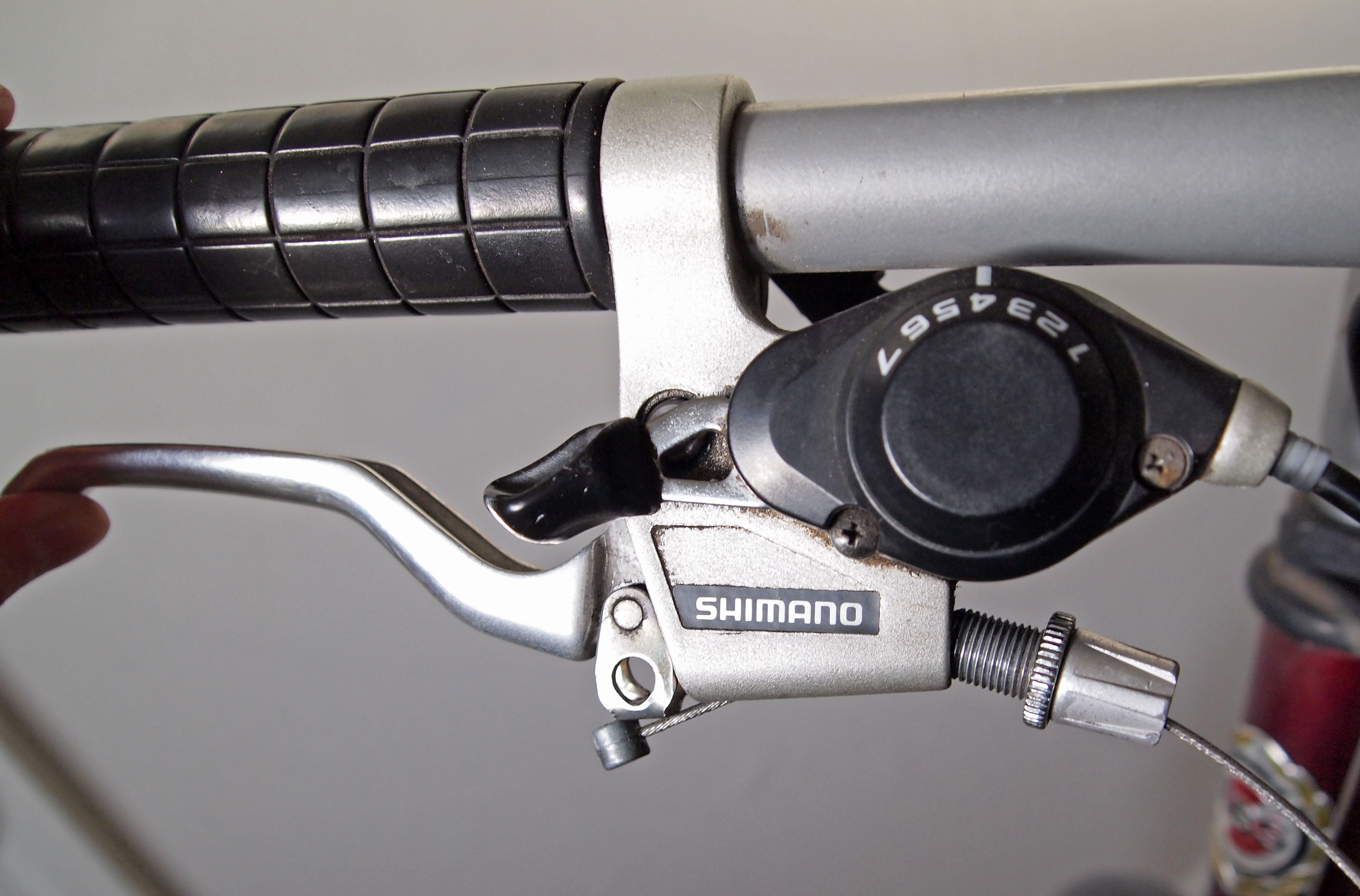
Selettore a leva indicizzata

Il selettore marcia del cambio per biciclette è un dispositivo che permette di selezionare il rapporto desiderato, ne esistono di varie caratteristiche e versatilità.

## Descrizione

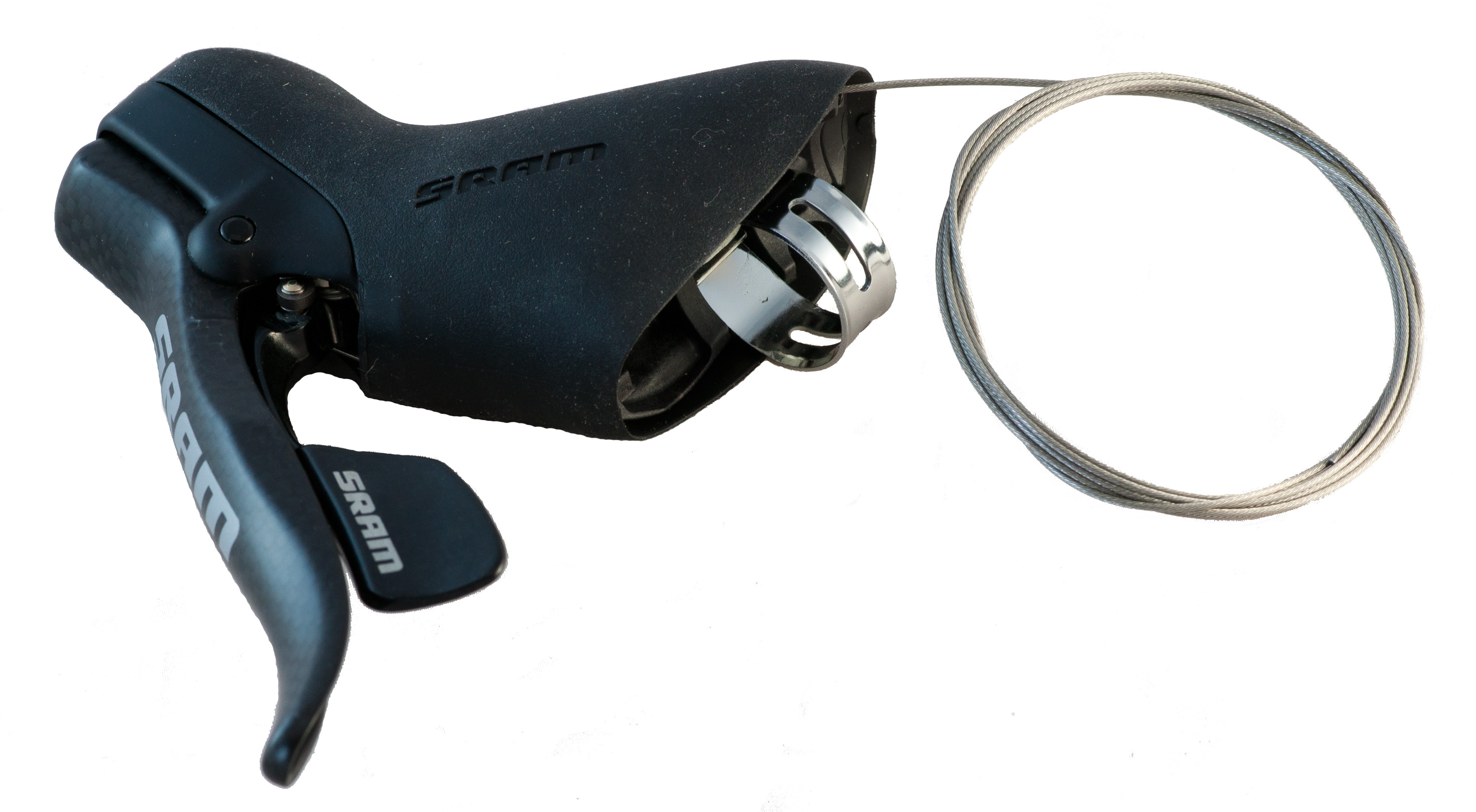
Selettore integrato nella leva freno SRAM Double Tap

I vari selettori marcia agiscono tirando un cavo che va ad azionare il deragliatore, quest'azione può essere eseguita con diversi comandi:
- manettini del cambio, tramite una leva frizionata si ha una regolazione continua, essa avvolge il cavo d'azionamento su un cilindro ricavato sulla leva stessa e agire sul deragliatore.
  - Leva indicizzata si tratta di una variante del manettino, dove invece di essere posta sulla canna bicicletta è posizionata sul manubrio, inoltre è quasi sempre del tipo indicizzato.
- Cambio a bacchetta comandi utilizzati per cambi bicicletta sprovvisti di tenditori catena automatici
- Integrati nella leva freno le leve di comando del cambio sono ricavate e incernierate su quelle del freno, vengono utilizzate nelle biciclette da corsa ed i sistemi assumono nomi differenti a seconda della ditta che li produce, come Ergopower, Shimano Total Integration e SRAM Double Tap

- Selettore a doppia leva o selettore a leva e pulsante, si tratta di un dispositivo munito di due leve, una per salire e l'altra per scendere di rapporto, generalmente quest'ultima permette di scalare più di una marcia tramite una singola azione, oltre ad essere quella che tramite un profilo sagomato tira il cavo del cambio.
- Selettore a torsione, il comando viene effettuato tramite una manopola che ruota sul manubrio e aziona un tamburo che avvolge il cavo del cambio.

I vari selettori possono essere accoppiati in modo diverso tra loro nel caso di cambi a doppio deragliatore, in particolar modo per quello anteriore viene in alcuni casi scelta una soluzione più semplice o semplificata.

## Accorgimenti

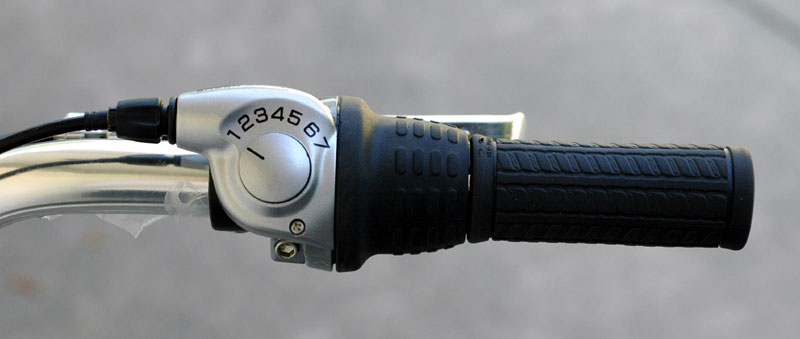
Selettore a torsione indicizzato, con contamarce di tipo semplice e munito di registro comando

Questi cambi possono essere muniti o perfezionati per:
- Contamarce il selettore permette di visualizzare la marcia inserita in modo più o meno vistoso
- Preselezione o indicizzazione, permette di trovare immediatamente la posizione corretta della leva del cambio e quindi velocizzare l'azione di cambiata, generalmente è presente in tutti i sistemi moderni, anche se per il deragliatore anteriore viene soventemente utilizzata ancora la soluzione a frizione, alcuni indicano questa funzione con nomi specifici, come il SIS (Shimano Index System)
  - Microscatto, il selettore può essere compatibile con più cambi ed utilizzare dei microscatti per determinare microspostamenti e renderlo compatibile con diversi cambi, richiedendo a seconda del cambio un numero di scatti differenti per marcia, inoltre può fungere anche da regolazione del gioco cavo, generalmente è una soluzione che rimane confinata per il deragliatore anteriore.
- Registro comando, permette di regolare di fino la tensione del comando cambio